# Rtischtschewo
 Rtischtschewo (russisch Ртищево) ist eine Stadt in der russischen Oblast Saratow. Sie hat 41.289 Einwohner (Stand 14. Oktober 2010) und liegt gut 200 km westlich der Gebietshauptstadt Saratow. Rtischtschewo ist das Verwaltungszentrum des gleichnamigen Rajons.

## Geschichte

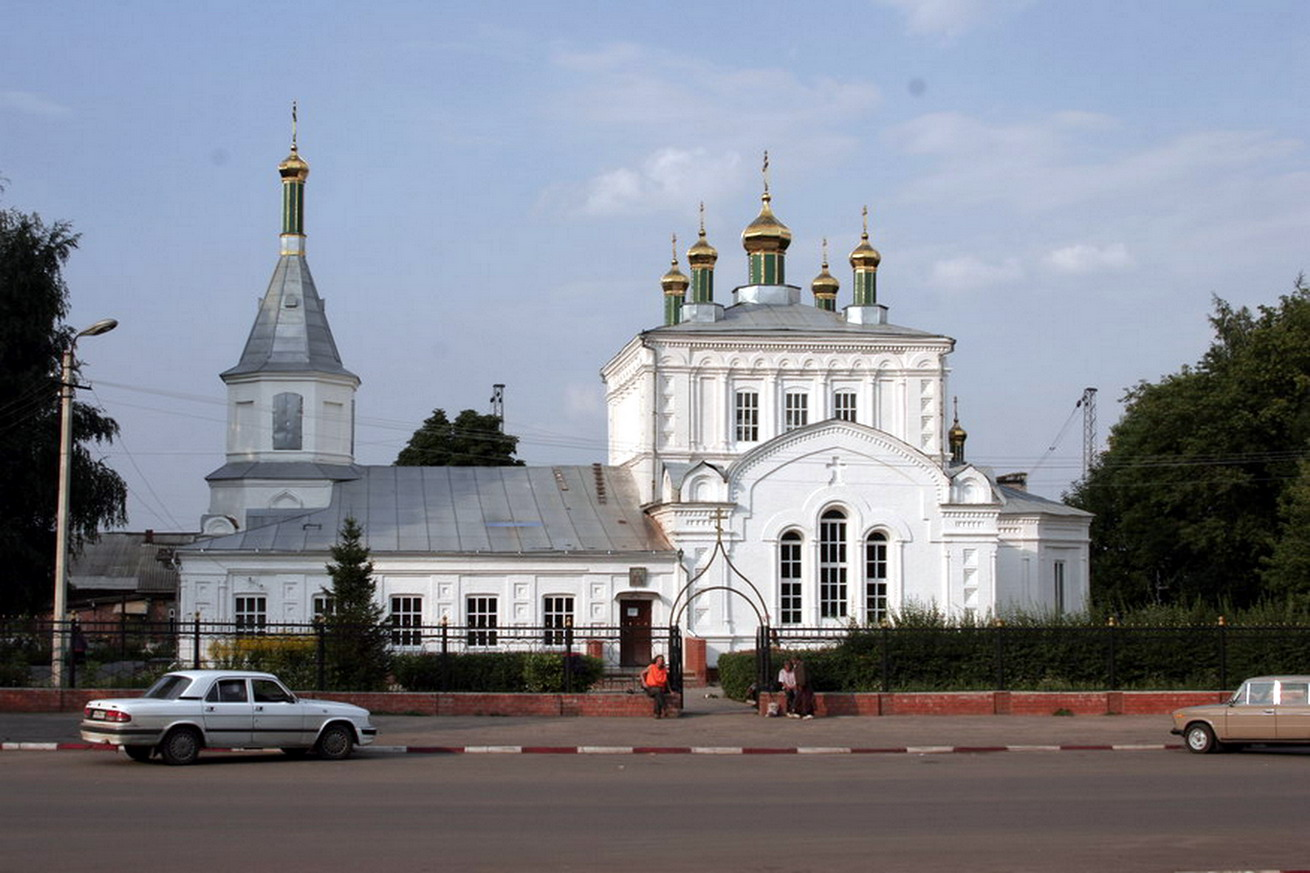
Kirche des Heiligen Fürsten Alexander Newski

Rtischtschewo wurde Ende des 16. Jahrhunderts oder Anfang des 17. Jahrhunderts gegründet. Bereits im Jahre 1666 wurde eine Kirche erwähnt. Der Ort wurde bis 1723 nach dem Namen der Kirche Pokrowski genannt. Nach einem Erlass Peters des Großen wurde 1723 das Land an Veteranen des Großen Nordischen Krieges verteilt. Unter diesen Veteranen war auch der neue Eigentümer des Dorfes mit dem Familiennamen Rtischtschew. Nach ihm erhielt das Dorf seinen heutigen Namen Rtischtschewo.
1868 beschloss ein Semstwo-Komitee zum Bau der Tambow-Saratower Eisenbahn, in Rtischtschewo eine Station zweiter Klasse zu errichten. 1871 wurde die Station in Betrieb genommen. Mit dem Bau der Eisenbahnstation entstanden um den Ort herum eine Reihe weiterer kleiner Siedlungen. Rtischtschewo formte zusammen mit diesen Siedlungen einen eigenen Verwaltungsbezirk, der bis 1917 bestand. Danach wurde der Rajon Rtischtschewo geschaffen und Rtischtschewo zu dessen Verwaltungszentrum ernannt. 1920 erhielt Rtischtschewo die Stadtrechte.

### Bevölkerungsentwicklung
| Jahr | Einwohner |
| ---- | --------- |
| 1939 | 24.781    |
| 1959 | 32.739    |
| 1970 | 37.146    |
| 1979 | 41.092    |
| 1989 | 44.339    |
| 2002 | 44.185    |
| 2010 | 41.289    |

Anmerkung: Volkszählungsdaten

## Wirtschaft und Infrastruktur

### Wirtschaft
Hauptwirtschaftszweig der Stadt sind die ansässigen Eisenbahnunternehmen, die etwa drei Viertel der Arbeitsplätze in der Stadt ausmachen. Daneben gibt es noch eine größere Fleischverpackungsfabrik.

### Verkehr

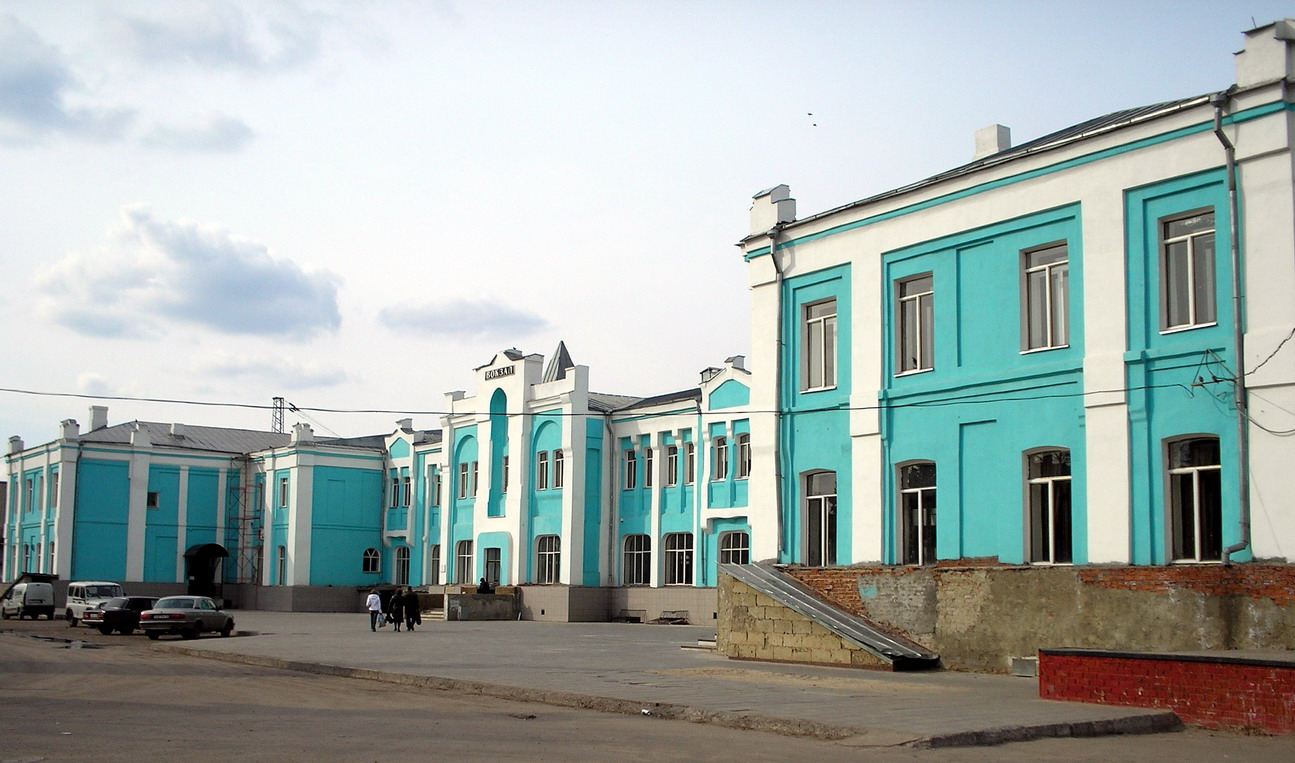
Bahnhof Rtischtschewo-I

Rtischtschewo liegt direkt an der Bahnkreuzung der Linien Tambow–Saratow und Pensa–Poworino. Die Station Rtischtschewo wurde in ihrer Geschichte von verschiedenen Bahnverwaltungen betrieben:
| Von             | Bis             | Betreiber                  |
| --------------- | --------------- | -------------------------- |
| 27. Januar 1871 | 14. Januar 1891 | Tambow-Saratower Eisenbahn |
| 14. Januar 1891 | 11. Januar 1892 | Koslow-Saratower Eisenbahn |
| 11. Januar 1892 | Februar 1939    | Rjasan-Ural-Eisenbahn      |
| Februar 1939    | April 1942      | Pensaer Eisenbahn          |
| April 1942      | 1. März 1958    | Südost-Eisenbahn           |
| 1. März 1958    | September 1985  | Wolga-Eisenbahn            |
| September 1985  | heute           | Südost-Eisenbahn           |